# کمیسیون اقتصادی و اجتماعی سازمان ملل متحد برای آسیا و اقیانوسیه
کمیسیون اقتصادی و اجتماعی سازمان ملل متحد برای آسیا و اقیانوسیه(ESCAP) یکی از ۵ کمیسیون منطقه‌ای شورای اقتصادی اجتماعی سازمان ملل متحد (ECOSOC) می‌باشد. این کمیسیون در راستای افزایش فعالیت‌های اقتصادی در آسیا و شرق دور و همچنین تقویت ارتباطات بین این منطقه و سایر مناطق جهان در سال ۱۹۴۷ بر اساس قطعنامه شورای اقتصادی اجتماعی تأسیس شد.
کمیسیون اقتصادی و اجتماعی سازمان ملل متحد برای آسیا و پاسیفیک (ESCAP) به عنوان مرکز همکاری منطقه‌ای سازمان ملل متحد در ترویج همکاری بین کشورها برای دستیابی به توسعه فراگیر و پایدار، عمل می‌کند. این کمیسیون بزرگترین مجمع بین‌الدولی منطقه‌ای با ۵۳ دولت عضو و ۹ عضو وابسته می‌باشد و درحال حاضر تمرکز کمیسیون بر تحقق برنامه ۲۰۳۰ اهداف توسعه پایدار است. تحقیق و تحلیل‌های اسکاپ همراه با خدمات مشاوره‌ای و کمک‌های فنی برای دولت‌ها به‌منظور حمایت از توسعه پایدار در کشورها می‌باشد.
منطقهٔ تحت پوشش این کمیسیون حدود ۴ میلیارد نفر است که تقریباً دو سوم کل جمعیت جهان را تشکیل می‌دهد و از این حیث اسکاپ را به جامع‌ترین کمیسیون منطقه‌ای سازمان ملل متحد تبدیل کرده‌است.

## تاریخچه اسکاپ
کمیسیون اقتصادی و اجتماعی سازمان ملل متحد برای آسیا و اقیانوسیه (ESCAP) در سال ۱۹۴۷ در شانگهای چین، با نام کمیسیون اقتصادی آسیا و خاور دور(ECAFE) برای کمک به بازسازی اقتصادی پس از جنگ تأسیس شد، در ژانویه ۱۹۴۹ مقر این کمیسیون به بانکوک انتقال پیدا کرد، نام این کمیسیون نیز در سال ۱۹۷۴ تغییر یافت تا منعکس کنندهٔ هر دو جنبهٔ اقتصادی و اجتماعی توسعه و موقعیت جغرافیایی کشورهای عضو آن باشد.
اختیارات ESCAP در سال ۱۹۷۷ توسط مجمع عمومی سازمان ملل گسترش یافت. کمیسیون‌های منطقه ای از آن زمان به عنوان مهمترین مراکز توسعه اقتصادی و اجتماعی در پنج منطقه مختلف بوده‌اند.
فعالیت‌های ESCAP که با ۵۰ سال تجربه به عنوان یک اتاق فکر منطقه ای تقویت شده‌است، بیشتر متمرکز بر گسترش روند رشد از کشورهای پویا و فعال به سایر مناطق تحت پوشش متمرکز شده‌است.
چالش و هدف نهایی این است که ۶۸۰ میلیون نفر فقیر منطقه را در هستهٔ اقتصادی قرار دهد و همه را قادر به دستیابی به یک سطح مطلوبتر از زندگی، همان گونه که در منشور سازمان ملل متبلور شده‌است بنماید.
دولت‌های عضو و تاریخ عضویت آن‌ها
```
 
افغانستان
 * ۲۴ آوریل ۱۹۵۳
 
ارمنستان
، ۲۶ ژوئیه ۱۹۹۴
 
استرالیا
 ۲۸ مارس ۱۹۴۷
 
آذربایجان
، ۳۱ ژوئیه ۱۹۹۲
 
بنگلادش
 ** ۱۷ آوریل ۱۹۷۳
 
بوتان
 ** ۶ ژانویه ۱۹۷۲
 
برونئی دارالسلام
 ۲۶ ژوئیه ۱۹۸۵
 
کامبوج
 ** ۲۰ اوت ۱۹۵۴
 
چین
 ۲۸ مارس ۱۹۴۷
 
کره شمالی
 ۳۱ ژوئیه ۱۹۹۲
 
فیجی
 ۳ اوت ۱۹۷۹
 
فرانسه
 ۲۸ مارس ۱۹۴۷
 
گرجستان
 ۲۵ ژوئیه ۲۰۰۰
 
هند
 ۲۸ مارس۱۹۴۷
 
اندونزی
 ۲۸ سپتامبر ۱۹۵۰
 
ایران
 (جمهوری اسلامی) ۱۰ ژوئیه ۱۹۵۸
 
ژاپن
 ۲۴ ژوئن ۱۹۵۴
 
قزاقستان
 ۳۱ ژوئیه ۱۹۹۲
 
کیریباتی
 ** ۲۶ ژوئیه ۱۹۹۱
 
قرقیزستان
 ۳۱ ژوئیه ۱۹۹۲
 جمهوری دموکراتیک خلق لائو ۱۶ فوریه ۱۹۵۵
 
مالزی
 ۱۷ سپتامبر ۱۹۵۷
 
مالدیو
 ۵ اوت ۱۹۷۶
 
جزایر مارشال
 (در ۳۱ ژوئیه ۱۹۹۲)
 
میکرونزی
 (ایالت فدرال) ۳۱ ژوئیه ۱۹۹۲
 
مغولستان
 ۲۱ دسامبر ۱۹۶۱
 
میانمار
 ** ۱۹ آوریل ۱۹۴۸
 
نائورو
 ۲۰ ژوئیه ۱۹۷۱
 
نپال
 ** ۶ ژوئن ۱۹۵۵
 
هلند
 (۲۸ مارس ۱۹۴۷)
 
نیوزیلند
 ۸ مارس ۱۹۴۸
 
پاکستان
 ۳۰ سپتامبر ۱۹۴۷
 
پالائو
 ۱۸ ژوئیه ۱۹۹۶
 
پاپوآ گینه نو
 ۲۷ اوت ۱۹۷۶
 
فیلیپین
 (۲۸ مارس ۱۹۴۷)
 
جمهوری کره
 ۲۰ اکتبر ۱۹۵۴
 
فدراسیون روسیه
 *** ۲۸ مارس ۱۹۴۷
 
ساموآ
 ۵ ژوئیه ۱۹۶۳
 
سنگاپور
 ۲۱ سپتامبر ۱۹۶۵
 
جزایر سلیمان
 ** ۳ اوت ۱۹۷۹
 
سریلانکا
 ۱۰ دسامبر ۱۹۵۴
 
تاجیکستان
 ۳۱ ژوئیه ۱۹۹۲
 
تایلند
، ۲۸ مارس ۱۹۴۷
 
تیمور شرقی
 ** ۱۸ ژوئیه ۲۰۰۳
 
تونگا
 ۲۰ ژوئیه ۱۹۷۱
 
ترکیه
 ۱۸ ژوئیه ۱۹۹۶
 
ترکمنستان
 ۳۱ ژوئیه ۱۹۹۲
 
تووالو
 * ۲۶ ژوئیه ۱۹۸۵
 
بریتانیا
 و 
ایرلند شمالی
 () ۲۸ مارس ۱۹۴۷
 
ایالات متحده آمریکا
 () ۲۸ مارس ۱۹۴۷
 
ازبکستان
 ۳۱ ژوئیه ۱۹۹۲
 
وانواتو
 ** ۲۷ ژوئیه ۱۹۸۴
 
ویتنام
 ۲۳ اوت ۱۹۵۴
```

اعضای وابسته *
```
 
ساموآی آمریکا
 ۲۸ ژوئیه ۱۹۸۸
 
جزایر کوک
 ۱۱ ژوئیه ۱۹۷۲
 
پلینزی فرانسه
 ۳۱ ژوئیه ۱۹۹۲
 
گوام
 ۲۴ ژوئیه ۱۹۸۱
 
هنگ کنگ
، چین، ۲۵ نوامبر ۱۹۴۷
 
ماکائو
، چین ***** ۲۶ ژوئیه ۱۹۹۱
 کالدونیای جدید ۳۱ ژوئیه ۱۹۹۲
 نیوئل ۳ اوت ۱۹۷۹
 
جزایر ماریانای شمالی
 (۲۲ ژوئیه ۱۹۸۶)
```

پی‌نوشت:
- عضو سازمان ملل متحد نیست*
- کشور کمتر توسعه یافته**
- ادامه دهنده عضویت اتحادیه سابق جمهوریهای سوسیالیست شوروی***
- تغییر نام از هنگ کنگ به هنگ کنگ، چین (۱ ژوئیه ۱۹۹۷)****
- تغییر نام به ماکائو، چین (۲۰ دسامبر ۱۹۹۹) و تغییر بیشتر به ماکائو، چین (۴ فوریه ۲۰۰۰) *****

## دبیرخانه
دبیر اجرایی در راس یک تیم مدیریتی ارشد می‌باشد که متشکل از دو معاونت اجرایی، نه مدیر در بانکوک و چهار نفربه عنوان مدیر ادارات زیرمنطقه‌ای، می‌باشد که فعالیت‌های بخش‌های اصلی ESCAP و نیز امور عملیاتی و اداری را نظارت می‌کنند. تیم مدیریت ارشد نقش مهمی را در پیشرفت استراتژیک کار ESCAP ایفا می‌کند.
در حال حاضر خانم Ms. Armida Salsiah Alisjahbana از ۱۳ سپتامبر ۲۰۱۸ دبیر اجریی کمیسیون می‌باشد.
ادارات زیر منطقه‌ای:
با توجه به پوشش گسترده و تنوع منطقه آسیا-اقیانوس آرام، کمیسیون نیاز به حضور در مناطق مختلف برای تحقق و پیشبرد اهداف توسعه‌ای خود داشته‌است و از این رو دارای ۴ اداره زیرمنطقه‌ای می‌باشد.
- شرق و شمال شرق آسیا
- شمال و مرکز آسیا
- اقیانوسیه
- جنوب و جنوب غرب آسیا

## ایران
کشور ایران همراه با کشورهای، افغانستان، بنگلادش، بوتان، هند، مالدیو، نپال، پاکستان، سریلانکا و ترکیه، در حوزهٔ اداره زیر منطقه ای جنوب و جنوب غرب آسیا قرار دارد.
کمیته‌های تخصصی اسکاپ عبارتند از:
کمیته برنامه‌ریزی و آمار، کمیته تجاری، کمیته صنعت و تکنولوژی، کمیته کشتیرانی، کمیته کشاورزی و کمیته منابع طبیعی.

## موسسات منطقه ای
مؤسسات منطقه ای از برنامه‌های ESCAP حمایت می‌کنند. هر مؤسسه منطقه ای دارای شورای حکام است. شوراهای حاکم مسئول بررسی وضعیت اداری و مالی موسسات و اجرای برنامه کارهستند.ESCAP دارای ۵ مؤسسه منطقه ای می‌باشد:
- APCICT: مرکز آموزش آسیا و اقیانوس آرام برای فناوری اطلاعات و ارتباطات برای توسعه (Incheon City, Korea)
- APCTT: مرکز آسیا و اقیانوس آرام برای انتقال تکنولوژی (دهلی نو، هند)
- SIAP: مؤسسه آماری برای آسیا و اقیانوس آرام (Makuhari، استان چیبا، ژاپن)
- CSAM: مرکز مکانیزاسیون پایدار کشاورزی (پکن، چین).
- APDIM: مرکز آسیا و اقیانوس آرام برای توسعه اطلاعات مدیریت بحران (تهران، جمهوری اسلامی ایران)